# Rupert Gregson-Williams
Rupert Gregson-Williams (* 1966 in England) ist ein britischer Filmkomponist. Er ist der Bruder des Filmkomponisten und Dirigenten Harry Gregson-Williams.

## Leben
Seine Karriere als Komponist begann Rupert Gregson-Williams in den späten 1990er Jahren. Zu Beginn seiner Karriere arbeitete er vor allem für das Fernsehen. Sein erster Kinofilm war Thunderpants aus dem Jahre 2002. Sein Schaffen umfasst mehr als 60 Produktionen.
Im Jahre 2005 wurde er für den Film Hotel Ruanda mit dem Europäischen Filmpreis ausgezeichnet. 2009 gewann er bei den BMI Film & TV Awards.

## Filmografie (Auswahl)
- 1998: Urban Ghost Story
- 1999: Virtual Sexuality – Cyber-Love per Click (Virtual Sexuality)
- 1999: Extremely Dangerous (Miniserie, 4 Folgen)
- 2001: Gwyn – Prinzessin der Diebe (Princess of Thieves)
- 2001: Jagd auf den Schatz der Riesen (Jack and the Beanstalk: The Real Story, Fernsehfilm)
- 2002: Thunderpants
- 2002: Grabgeflüster – Liebe versetzt Särge (Plots with a View)
- 2003: Was Mädchen wollen (What a Girl Wants)
- 2003: Crime Spree – Ein gefährlicher Auftrag (Crime Spree)
- 2003: Du stirbst nur zweimal (Second Nature, Fernsehfilm)
- 2003: The Night We Called It a Day
- 2004: Hotel Ruanda (Hotel Rwanda)
- 2004: Long Way Round (Dokuserie, 10 Folgen)
- 2005: Love + Hate
- 2006: Ab durch die Hecke (Over the Hedge)
- 2006: Klick (Click)
- 2006: Born Equal (Fernsehfilm)
- 2007: Chuck und Larry – Wie Feuer und Flamme (I Now Pronounce You Chuck & Larry)
- 2007: Bee Movie – Das Honigkomplott (Bee Movie)
- 2008: Verliebt in die Braut (Made of Honor)
- 2008: Leg dich nicht mit Zohan an (You Don’t Mess with the Zohan)
- 2008: Bedtime Stories
- 2009: Bruchreif (The Maiden Heist)
- 2009: The Prisoner – Der Gefangene (The Prisoner, Miniserie, 6 Folgen)
- 2010: Kindsköpfe (Grown Ups)
- 2011: Meine erfundene Frau (Just Go with It)
- 2011: Der Zoowärter (Zookeeper)
- 2011: Jack und Jill (Jack and Jill)
- 2012: Der Chaos-Dad (That’s My Boy)
- 2012: Das Schwergewicht (Here Comes the Boom)
- 2012–2015: Veep – Die Vizepräsidentin (Veep, Fernsehserie, 38 Folgen)
- 2013: Kindsköpfe 2 (Grown Ups 2)
- 2014: Winter’s Tale
- 2014: Urlaubsreif (Blended)
- 2014: Postman Pat: The Movie
- 2014–2016: Agatha Raisin (Fernsehserie, 9 Folgen)
- 2015: Der Kaufhaus Cop 2 (Paul Blart: Mall Cop 2)
- 2015: The Ridiculous 6
- 2015: Jagdfieber 4: Ungebetene Besucher (Open Season: Scared Silly)
- 2016: The Do-Over
- 2016: Legend of Tarzan (The Legend of Tarzan)
- 2016: Hacksaw Ridge – Die Entscheidung (Hacksaw Ridge)
- 2016–2017: The Crown (Fernsehserie, 20 Folgen)
- 2017: Sandy Wexler
- 2017: Wonder Woman
- 2018: The Alienist – Die Einkreisung (The Alienist, Fernsehserie, 10 Folgen)
- 2018: The Week Of
- 2018: Terminal – Rache war nie schöner (Terminal)
- 2018: Hot Air
- 2018: Aquaman
- 2019: Catch-22 (Miniserie, 6 Folgen)
- 2019: Murder Mystery
- 2019: Everest – Ein Yeti will hoch hinaus (Abominable)
- 2019: Catherine the Great (Miniserie, 4 Folgen)
- 2020: The 800 (八佰, Bābǎi)
- 2020: Hubie Halloween
- 2021: Sie weiß von Dir (Behind Her Eyes, Miniserie, 6 Folgen)
- 2021: Fatherhood
- 2021: Zurück ins Outback (Back to the Outback)
- 2022: Home Team
- seit 2022: The Gilded Age (Fernsehserie)
- 2023: Hunters (Fernsehserie, 8 Folgen)
- 2023: Murder Mystery 2
- 2023: The Out-Laws
- 2023: Aquaman: Lost Kingdom (Aquaman and the Lost Kingdom)
- 2024: The Union
- 2024: Ein neuer Sommer (The Perfect Couple, Miniserie, 6 Folgen)
- 2024: Brothers
- 2024: Dear Santa – Teuflische Weihnachten (Dear Santa)
- 2025: Lockerbie: A Search for Truth (Miniserie, 5 Folgen)
- 2025: Irgendwie schwanger (Kinda Pregnant)
- 2025: Happy Gilmore 2